# Домина, Херонимо
Херонимо Домина (исп. Jerónimo Dómina; родился 17 октября 2005) — аргентинский футболист, нападающий клуба «Унион».

## Клубная карьера
Воспитанник футбольной академии клуба «Унион», за которую выступал с трёхлетнего возраста. В основном составе клуба дебютировал 31 января 2023 года в матче аргентинской Примеры против «Банфилда». 4 июня 2023 года забил первый в своей профессиональной карьере гол в матче против клуба «Химнасия и Эсгрима».